# 塞梅尼夫卡 (布利茲紐基市鎮)
48°54′1″N 36°44′55″E / 48.90028°N 36.74861°E
塞梅尼夫卡（烏克蘭語：Семенівка）是位於烏克蘭東部的村莊，由哈爾科夫州洛佐瓦區的布利茲紐基市鎮負責管轄。該村始建於1790年，面積1.41平方公里，海拔高度123米，2001年人口559。